# Softmod
Eine Softmod (kurz für Softwaremodifikation) ist eine nicht offizielle Modifikation der Software eines Elektronikgeräts. Durch die Modifikation ist es in meisten Fällen möglich, vom Hersteller deaktivierte Funktionen wieder zu aktivieren oder diverse Sicherheitsmaßnahmen zu umgehen, andere Softmods hingegen fügen lediglich neue Bedienelemente hinzu.

## Populäre Beispiele
- der iPod konnte in frühen Bauarten mit einer Telefonerweiterung ausgestattet werden
- die Nintendo Wii kann durch einen Softmod mit Homebrewspielen erweitert werden, USB Loading wird möglich, es können Spiele aus fremden Regionen gespielt werden
- die Xbox von Microsoft kann durch einen Softmod mit einer Festplatte betrieben werden, wie auch die Wii regionsfrei
- die PlayStation 3 kann dadurch wieder mit dem alternativen Betriebssystem Linux gestartet werden
- die d-box wie auch andere SAT-/Kabel-Receiver können dadurch u. U. die großen Programmpakete (Sky, Kabel Digital Home) nutzen, ohne dafür ein Abo zu besitzen

## Vorzüge eines Softmods
Mit einem Softmod kann ein Gerät viele weitere Funktionen erhalten, welche gänzlich oder nur zum Teil nicht für den Endkunden zu nutzen waren.
Es ist damit auch möglich, spezielle Features für alle Regionen der Erde freizuschalten, welche sonst nur speziellen Regionen zur Verfügung standen. Oder auch sein Gerät bei einem Umzug in eine andere Region mitzunehmen und dort weiterhin mit den im entsprechenden Land erhältlichen Inhalten nutzen zu können.

Oft ist es auch möglich, die Region eines Landes nicht nur für DVDs oder dergleichen zu ändern, sondern auch für die Onlinefunktionalitäten. Dadurch kann man bspw. mit einem europäischen Gerät in einem japanischen Onlineshop einkaufen.

## Nachteile eines Softmods
- in einigen Fällen kann das Gerät dadurch einen irreparablen Softwareschaden erleiden
- die Herstellergarantie geht gänzlich verloren
- Herstellerupdates werden in den meisten Fällen nicht mehr möglich sein
- die Onlinefähigkeit bei der Xbox und der PlayStation wird nicht mehr möglich sein
- nicht in jedem Land ist die Erweiterung der Software bzw. das Ausnutzen von Sicherheitslücken erlaubt (bspw. Vereinigte Staaten von Amerika)
- auch Reverse Engineering ist nicht in jedem Land mit den dort herrschenden Gesetzen vereinbar

## Erstellung des Softmods
Die Erstellung des Softmods geschieht meist durch das gezielte Suchen nach einer Sicherheitslücke mittels reverse engineering. Dadurch ist es möglich, mit dem PC ein Programm zu schreiben und auf einen externen Datenträger zu kopieren, welcher weiteren Code in die Software des Geräts nachlädt und diese allein dadurch in einigen Fällen schon erweitert.
Manche Softmods, zum Beispiel bei der Xbox 360, setzen einen Eingriff in die Hardware (in diesem Beispiel am DVD-Laufwerk) voraus.
Die weitere Vorgehensweise kann dann in entsprechenden Szeneboards oder über weitere speziell zu dem Thema verfasste Websites erfahren werden.

## Problematik: Piraterie
Durch die Erweiterungen der Software ist es möglich, nicht gekaufte Inhalte trotzdem zu nutzen (USB loading, Filmpakete ohne Abo sehen ...). Dies stellt einen Akt der Piraterie dar und ist nicht mit dem Urheberrecht in Einklang zu bringen.
Auch wenn es bezüglich der Ausübung des Geschäftes der verschiedensten Contentinhaber differenzierte Meinungen gibt, muss sich an die jeweiligen Landesgesetze gehalten werden.